# Gustav Nass
Gustav Nass (* 1. Juli 1901 in Stargard; † 11. August 1995 in Kassel) war ein deutscher Psychologe und Kriminologe.

## Leben
Nach dem Studium von Dramaturgie, Philosophie, Kunstgeschichte, Germanistik und Psychologie wurde Nass 1929 promoviert und arbeitete anschließend als klinischer Psychologe, als Wissenschaftlicher Assistent an der Universität Göttingen und als Referent für Berufsberatung in der Arbeitsverwaltung. Während des Zweiten Weltkrieges wurde Nass als Heerespsychologe eingesetzt.
Nach Kriegsende arbeitete er als Journalist, Lehrbeauftragter an der Kunsthochschule und an der Musikhochschule in Kassel. Von 1971 war Nass stellvertretender Direktor der Justizvollzugsanstalt Darmstadt, danach war er bis zu seiner Pensionierung Chefpsychologe im hessischen Justizministerium. Nass war einer der meistgelesenen kriminologische Autoren der 1950er und 1960er Jahre. Er stand in der kriminalbiologischen Tradition der Zwischenkriegszeit.

## Schriften (Auswahl)
- Die Kriminellen. Seele, Umwelt, Schuld und Schicksal. Deutscher Taschenbuch Verlag, München 1966.
- Der Staat und seine Verbrecher. Eine Gesamtkonzeption der Kriminalpolitik. Limes-Verlag, Wiesbaden 1968.
- Die Ursachen der Kriminalität. Dargestellt und erklärt an 102 Fällen. Heymann, Köln/Berlin/Bonn/München 1973, ISBN 3-452-17551-0.
- Psychologische Ursachen des Anarchoterrorismus. Eine psychogenetische und sozial-anthropologische Untersuchung. Gesellschaft für Vorbeugende Verbrechensbekämpfung, Kassel 1978.